# Jakub Mróz
Jakub Mróz (ur. 15 lipca 1985 w Rzeszowie) – polski aktor filmowy, teatralny, telewizyjny i dubbingowy.
Absolwent Państwowej Wyższej Szkoły Filmowej, Telewizyjnej i Teatralnej im. Leona Schillera w Łodzi (2010). Współpracował z Teatrem im. Jaracza w Łodzi, Teatrem im. Siemaszkowej w Rzeszowie, Teatrem ROMA w Warszawie i Instytutem Teatralnym im. Raszewskiego. W latach 2013–2019 aktor Teatru Wybrzeże w Gdańsku.

## Wybrana filmografia
- 2010: Samo życie jako Jeremi, dziennikarz w redakcji gazety „Samo życie”
- 2010: M jak miłość jako Sławek Dereń
- 2010: Mój Mały Manhattan jako Kacper
- 2011: Klan jako Rafał Lindner, uczeń klasy maturalnej XC Liceum Ogólnokształcącego w Warszawie
- 2011: Czas honoru, obsada aktorska (odc. 40)
- 2011: Przepis na życie jako chłopak w pizzerii (odc. 12)
- 2012: Barwy szczęścia jako fotograf Maurycy
- od 2017: Barwy szczęścia jako ksiądz Tadeusz Nawrot
- 2017: W rytmie serca jako Gustaw, ojciec Patryka (odc. 11)
- 2018: Korona królów jako Giovanni
- 2019–2021: Zakochani po uszy jako Eryk Mazur (odc. 15-16, 28, 33, 39, 44-45, 47-48, 54, 57, 69-72, 79, 83, 85, 87-88, 104, 118, 135, 139)